# Чернышеевка
Чернышеевка — деревня в Горьковском районе Омской области. Входит в Суховское сельское поселение.

## История
Основана в 1920 г. В 1928 г. посёлок Чернашевка состоял из 24 хозяйств, основное население — русские. В составе Никольского сельсовета Бородинского района Омского округа Сибирского края.

## Население
| 2002 | 2010 | 2021 |
| ---- | ---- | ---- |
| 4    | ↗8   | ↘3   |